# Bjärehovsparken
Bjärehovsparken är Bjärreds största park och är även en del av Bjärehov. I parken finns en parkourbana, vattenleken Parkstenen samt lekplatser. Även en bouleplan och skatepark finns i parken. I norra delen av parken ligger Bjärreds scoutkår, en förskola och även en friidrottsarena. På vintern kan man åka pulka på en backe i parken.